# كارثة ميناء شيكاغو
كارثة بورت شيكاغو (بالإنجليزية: Port Chicago disaster) هي انفجار ذخائر مدمر وقع في 17 يوليو 1944 في مخزن بورت شيكاغو التابع للبحرية في بلدة بورت شيكاغو بولاية كاليفورنيا، الولايات المتحدة. انفجرت ذخائر أثناء تحميلها على سفينة شحن متجهة إلى المسرح الآسيوي والهادئ في الحرب العالمية الثانية، ما أسفر عن مقتل 320 بحارًا ومدنياً وإصابة 390 آخرين. وكان معظم القتلى والجرحى من البحارة الأمريكيين الأفارقة.
بعد شهر واحد، دفعت الظروف غير الآمنة مئات الجنود لرفض تحميل الذخائر، عُرِف هذا الحراك باسم تمرد بورت شيكاغو. أُدين خمسون رجلًا -أُطلق عليهم اسم «بورت شيكاغو 50»-  بتهمة أعمال التمرد والعصيان وحُكم عليها بالسجن لمدة 15 عامًا مع الأشغال الشاقة، فضلًا عن التسريح غير المشرف. أُفرِج عن سبعة وأربعين منهم في يناير 1946؛ بينما قضى الثلاثة الباقون أشهرًا إضافية في السجن.
أثناء وبعد المحاكمة، أُثيرت تساؤلات بشأن نزاهة وشرعية إجراءات المحاكمة العسكرية. وبفضل ضغوط الرأي العام، أعادت بحرية الولايات المتحدة عقد المجلس العسكري عام 1945؛ وأكدت المحكمة أن المدانين مذنبون. أدت التغطية الإعلامية الواسعة حول القضية إلى جعلها قضية رأي عام بين بعض الأميركيين؛ وقد دفع هذا الأمر بالإضافة إلى احتجاجات أخرى على البحرية المتعلقة بالعنصرية عامي 1944-45  إلى تغيير البحرية لممارساتها وبدء عملية إلغاء التمييز العنصري بين القوات ابتداءً من فبراير 1946. في عام 1994، شُيد النصب التذكاري الوطني لمخزن بورت شيكاغو التابع للبحرية إهداءً للأرواح التي فُقِدت في الكارثة.
في 11 يونيو 2019، جرى الاتفاق على قرار متزامن برعاية النائب مارك ديساولنير في المؤتمر رقم 116. وقد اعترف القرار بضحايا الانفجار وبرّأ رسميًا الرجال الخمسين الذين خضعوا لمحاكمة عسكرية من قِبل البحرية. 

## خلفية
تقع مدينة بورت شيكاغو على خليج سوسون عند مصب نهري ساكرامنتو وسان واكين. يتصل خليج سوسون بالمحيط الهادئ عبر خليج سان فرانسيسكو. في عام 1944، كانت البلدة على بعد أكثر بقليل من ميل واحد من مستودع ذخيرة تابع للبحرية الأمريكية -مخزن بورت شيكاغو التابع للبحرية- والذي جرى توسيعه فيما بعد وأُعيدت تسميته إلى محطة كونكورد للأسلحة البحرية ولكن تسمى حاليًا محطة المحيط العسكرية كونكورد. وقد جرى التخطيط للمخزن الأصلي عام 1941 مع بدء البناء بعد وقت قصير من الهجوم على بيرل هاربر. في 8 ديسمبر 1942، حُمِّلت أول سفينة كان من المقرر أن ترسو في بورت شيكاغو.
تضمنت الذخائر المنقولة عبر المخزن قنابل وقذائف مدفعية وألغامًا بحرية وطوربيدات وذخائر أسلحة خفيفة. سُلمت الذخائر الموجهة إلى مسرح العمليات الآسيوي والهادئ إلى منشأة بورت شيكاغو عن طريق السكك الحديدية ثم حُمِّلت يدويًا وباستخدام الرافعة والمرفاع على سفن الشحن لنقلها إلى مناطق الحرب. منذ البداية، كان جميع المجندين الموكلة إليهم مهمة الحمّالة في بورت شيكاغو من الأمريكيين الأفارقة; وكان جميع الضباط القادة من البيض. دُرّب جميع المجندين خصيصًا لإحدى الرُتب البحرية خلال إقامتهم في المحطة البحرية البحيرات العظمى (NSGL) لكن عُيِّن الجنود عوضًا عن ذلك للعمل كحمّالة للسفن. لم يتم إعلام أي من المجندين الجدد حول الذخيرة المحمّلة.

### تشكيل طاقم من العمال الأمريكيين الأفارقة
في المحطة البحرية البحيرات العظمى (NSGL)، اختير المُجنَّدون الأمريكيون الأفارقة ممن حصلوا على نسبة تفوق 30 إلى 40٪ بهدف تكليفهم بمهام كتيبة غير عمالية. أما المُجنَّدون الآخرون كُلفوا بمهمة حراسة بورت شيكاغو. وقد صرَّحت قوات البحرية بأن كفاءة الرقباء الأمريكيين الأفارقة في بورت شيكاغو قد تدهورت بسبب غياب الجنود الملونين من ذوي الرتب المرموقة، وبأن مستويات المهارة الإجمالية قد انخفضت بدرجة كبيرة بسبب الشروط المفروضة من قبل بورت شيكاغو بين الفينة والأخرى والتي تقتضي توفير سجلات نظيفة للعمال ليُنقلوا إلى محطات أخرى. حققت نتائج اختبار التصنيف العام للقوات البحرية للرجال المجندين في بورت شيكاغو متوسطًا قدره 31، ما أدَّى إلى وضعهم بين الفئات الاثنتي عشرة الدنيا في البحرية. رأى الضباط في بورت شيكاغو أولئك المجندين بأنهم ليسوا أهلًا للثقة وعاطفيين ويفتقرون إلى القدرة على فهم أو تذكّر الأوامر أو التعليمات.
اقتيد العمال الملونون في بورت شيكاغو من قِبل رقباء ملونين اعتُبر بعضهم أنهم ليسوا أصحاب كفاءة وغير مؤهلين للتحدث أمام السلطة العليا عن مخاوف رجالهم العمال. إذ كان يُنظر إليهم على أنهم يصبون نحو أهداف مختلفة عن أهدافهم - وقد وُصفوا فيما بعد بأنهم «سائقو العبيد» و«العم توم» (وهي عبارة تصف الشخص الخاضع بشدة لسلطة معينة). إذ إن العلاقة بينهم والرقباء غالبًا ما كانت عدائية .خدم العقيد ميريل تي. كين، وهو قائد عسكري في بورت شيكاغو وقت حدوث الكارثة، في القوات البحرية منذ عام 1915 حتى عام 1922، ومن ثم تخلَّى عن حياته كمدني وعاد إلى الخدمة عام 1941 ليُعيَّين على متن سفينة شحن عامة. قبل إرساله لقيادة بورت شيكاغو، لم يكن كين قد تلقى أي تدريب على تحميل الذخائر ولم تكن لديه خبرة تُذكر في التعامل معها. لم يكن ضباط التحميل البيض الذين يعملون تحت قيادة كين قد دُربوا على الإشراف على العمال المُجَّندين أو في تحميل الذخائر إلا بعد أن عُينوا في قاعدة جزيرة مار للقوات البحرية، والتي فقط من بعدها جرى اعتبارهم ملائمين للخدمة من قِبل البحرية.

### مسابقات السرعة والتدريب على السلامة
منذ أبريل 1944 عندما تولى النقيب كين قيادة بورت شيكاغو، كان ضباط التحميل يدفعون المجندين لتحميل الشحنات المتفجرة بسرعة كبيرة. حُدِّد المستوى المرغوب به من قِبل القائد نيلسون غوس -قائد البحرية في جزيرة مار- والذي شمل اختصاصه مخزن بورت شيكاغو، ليكون 10 أطنان أمريكية (9.1 طن) لكل منفذ بالساعة. اعتبر معظم ضباط التحميل هذا الهدف أعلى مما ينبغي. على لوح السبورة، حسب كين متوسط حمولة كل طاقم في الساعة. وضع الضباط الصغار رهانًا مع بعضهم البعض لصالح طاقمهم المؤلف من 100 جندي -أُطلق عليهم اسم «فصائل» في بورت شيكاغو– وأقنعوا طاقمهم بتحميل كميات أكثر من الآخرين. كان المجندون على علم بطبيعة الرهانات غير المصرح بها وأن عليهم أن يُبطئوا من وتيرة العمل لمستوى مقبول كلما ظهر ضابط كبير. كان متوسط المعدل الذي تحقق في بورت شيكاغو في الأشهر التي سبقت يوليو 1944 8.2 طن أمريكي (7.4 طن) لكل منفذ في الساعة؛ كان أداء الحمّالة التجارية في جزيرة مار أفضل قليلاً عند 8.7 طن قصير (7.9 طن) في الساعة.
لم يكن ثمّة نظام في بورت شيكاغو للتأكد من أن الضباط والجنود على دراية بأنظمة السلامة. ألقى كبار الضباط محاضرتين رسميتين وعدة محاضرات غير رسمية على المجندين، لكن لم يتم التحقق فيما بعد من احتفاظهم بالمعلومات. وُضعت لوائح السلامة في موقع واحد على الرصيف دون وضعها داخل كل ثكنة عسكرية، لم يعتقد كين أن المجندين سيتمكنون من فهم هكذا القائمة. ردّ الاتحاد الدولي للشحن والتفريغ والمستودعات (ILWU) على كلمة ممارسات غير آمنة بعرض إحضار رجال ذوي خبرة لتدريب الكتيبة، بيد أن قيادة البحرية قد رفضت العرض خوفًا من ارتفاع التكاليف وتباطؤ وتيرة العمل وإمكانية وقوع أعمال تخريبية من قِبل الحمّالة المدنيين. لم يتلق أي مجند يرابط في بورت شيكاغو تدريبًا رسميًا على كيفية التعامل وتحميل المتفجرات على متن السفن. حتى الضباط لم يتلقوا هكذا تدريب: فقد بدأ الرائد ألكسندر هولمان، ضابط تحميل في بورت شيكاغو شملت مهامه تدريب الضباط، بالبحث عن مواد تدريبية وعينات ولكنه فشل في تنظيم دورة تدريبية قبل وقوع الكارثة. 

### التعامل مع الذخائر
وكان الرجال المجندين يخشى عليهم من العمل مع المتفجرات القاتلة ولكن قيل من قبل ضباط أن الذخائر الكبيرة كانت غير نشطة ولا يمكن أن تنفجر-وأنها سوف تكون تزود بالصمامات التي تؤهلها للتفجير لدى وصولهم إلى مسرح القتال. التعامل مع الذخائر الكبيرة، مثل القنابل وقذائف المدافع، تنطوي على استخدام الروافع والعتلات وعربات النقل، التي تكون معبأة بإحكام مع تغليف -، واسطوانات المغلفة بالشحوم الثقيلة، المتداول لهم على طول الرصيف الخشبي، والتعبئة لهم في الشباك، ورفعها بواسطة رافعة والطفرة، تخفيض حزمة في الانتظار، ثم إسقاط الذخائر الفردية من جهة، على بعد مسافة قصيرة في. وكانت هذه السلسلة من الإجراءات الخام بما فيه الكفاية أن تضررت قذائف البحرية التي تتسرب في بعض الأحيان صبغة تحديد نوعها من أغلفة المقذوفات.